# ポン・オードメル・スパニエル
ポン・オードメル・スパニエル（英：Pont-Audemer Spaniel）は、フランスのポン・オードメル地方原産のスパニエル犬種である。別名はエパニョール・ポン・オードメル（英：Epagneul Pont-Audemer）。

## 歴史
生い立ちについては不明な点もあるが、古くからポン・オードメル地方で飼育されてきた犬種である。プードルの祖先であるバルビーやアイリッシュ・ウォーター・スパニエルなどとは親せき関係があるといわれている。
ポン・オードメル・スパニエルは非常に多岐に渡る役割を果たす万能な犬種である。鳥を茂みから追い出すフラッシング、獲物を発見して主人に知らせるポインティングとセッティング、撃ち落された鳥を回収するレトリーバー、野ウサギを嗅覚で追跡して仕留めるセントハント、海中に設置された網の取り外しをする水中作業犬、農場や主人の家の見張りをする番犬などとして使われている。
然し、その多才さが災いし、親せき種であるアイリッシュ・ウォーター・スパニエルの犬質を高める目的でそれと異種交配させられるようになり、純血のポン・オードメル・スパニエルの頭数は著しく減少してしまった。更に追い討ちをかけるように第二次世界大戦が勃発し、その戦禍を被って絶滅寸前になってしまった。
一時は絶滅したとみなされていた時期もあったが、生存を信じる愛好家によって戦後に数年かけて純血の犬の大捜索活動が行われ、辺地までくまなく捜して数頭の純血の犬を発見することが出来た。この犬たちを繁殖させて何とか種として復活することが出来たが、今でもその頭数は非常に少なく、FCI公認犬種の中で最も絶滅する可能性が高い犬種としてもリストされている。ポン・オードメル・スパニエルの他、同じく才色兼備の希少犬種であるピカルディー・スパニエルとブルー・ピカルディー・スパニエルを絶滅の危機から救うため、3犬種を保護するための犬種クラブが設立され、保護と普及の促進か行われている。この協会の活動により、本種は年々頭数と知名度を緩やかに上昇させつつある。
現在フランスでは多くが実用犬として飼育されているが、原産国外ではペットとして多く飼育されている。飼育しやすい犬種であるため、今後さらに日本を含めた世界的な普及が進んでいくのではないかと推測されている。

## 特徴
凛とした顔つきで、エレガントな容姿をした犬種である。細身で脚が長く、耳は垂れ耳、尾は垂れ尾。耳と尾、臀部には飾り毛があり、尾は3分の1の長さに断尾されることもある。これはフラッシングドッグ（鳥猟犬）として働く際に尾を激しく振って音を立て、鳥を警戒させないようにするための措置ではあるが、近年廃止傾向にある。コートはつやのある短めの巻き毛で、毛色はローン・アンド・ブラウン若しくはローン・アンド・レバーで、毛先が金色がかることがある。このコートは油を多めに含み、水をよくはじく。体高58cm前後、体重18～24kgの中型犬で、性格は家族に対しては忠実で非常に愛情深いが、家族以外の人に対しては警戒心が強い。しつけの飲み込みはとても早く、状況判断力や協調性の面も優れている。子供や他の犬に対してもやさしく接することが出来、落ち着きがあるのでペットとして飼うのにもよく向いた犬種である。泳ぐことと家族や友人と遊ぶことが大好きであるが、運動量は莫大に多いというわけではない。